# Playa de La Ribera (Suances)
La playa La Ribera está situada en el municipio de Suances, en la Comunidad Autónoma de Cantabria, España.